# Daniel Beretta
Daniel Beretta (Audincourt, 24 dicembre 1946 – Ajaccio, 23 marzo 2024) è stato un attore e doppiatore francese.

## Biografia
Ha iniziato a studiare teoria musicale e pianoforte all'età di 3 anni. All'età di 13 anni forma il suo primo gruppo di ballo. Prende lezioni di teatro a scuola a Montbéliard.
Dal 1964 al 1966 frequenta tre anni di lezioni al Petit Conservatoire de la Chanson, dove lavora al fianco di Claude Lemesle, Noëlle Cordier, Pascal Sevran, Ricet Barrier e altri.
Con Richard Rigamonti, noto come Richard de Bordeaux, forma un duo che riscuote un immediato successo (cabaret, dischi, concerti, televisione). 
Nel novembre 1967, Beretta vince anche il concorso Les Relais de la chanson française, che gli permette di affiancare Mireille Mathieu all'Olympia un mese dopo, luogo in cui tornerà nel 1979 per affiancare Alain Souchon.

### Vita privata
Daniel Beretta sposò nel 1968 Raymonde Bronstein (1941-2020), ballerina e membro La coppia ebbe una figlia,prima di divorziare.
Sposò per la seconda volta Paule Zambernardi, dalla quale ebbe due figli, tra cui Barbara, attrice, cantante e direttrice artistica del doppiaggio.

### Morte
Daniel Beretta è morto la notte tra il 22 e 23 marzo 2024 ad Ajaccio, all'età di 77 anni, per un infarto. I suoi funerali ebbero luogo nella stessa città il 26 marzo, dove viene cremato.

## Filmografia

### Cinema
- Un été sauvage - regia di Marcel Camus (1970)
- Dans la poussière du soleil - regia di Richard Balducci (1972)
- Revolver - regia di Sergio Sollima (1973)
- Les Folies d'Élodie - regia di André Génovès (1981)
- I violentatori della notte (Les Prédateurs de la Nuit) - regia di Jesús Franco (1988)
- Ne réveillez pas un flic qui dort - regia di José Pinheiro (1988)

## Doppiaggio

### Film
- Arnold Schwarzenegger in Danko, Atto di forza, Un poliziotto alle elementari,  Terminator 2 - Il giorno del giudizio, Last Action Hero - L'ultimo grande eroe, True Lies, Junior, L'eliminatore - Eraser, Batman & Robin, Una promessa è una promessa, Giorni contati - End of Days, Il sesto giorno, Danni collaterali, Il tesoro dell' Amazzonia, Il giro del mondo in 80 giorni, Terminator 3 - Le macchine ribelli,2012, I mercenari 2, The Last Stand - L'ultima sfida, Escape Plan - Fuga dall'inferno, Sabotage, I mercenari 3, Contagious - Epidemia mortale, Terminator Genisys, Aftermath - La vendetta, Killing Gunther, Terminator - Destino oscuro, Iron Mask - La leggenda del dragone
- Rutger Hauer in Le mani della notte, Sopravvivere al gioco, 2047 - Sights of Death
- Richard Portnow in Good Morning, Vietnam
- Liam Neeson in The Big Man , K-19, Battleship
- Alan Rickman in Robin Hood - Principe dei ladri
- Chazz Palminteri in Terapia e pallottole
- John Malkovich in Il tempo ritrovato
- Diego Abatantuono in Nirvana
- Ernie Hudson in Hood of Horror, Smokin' Aces 2: Assassins' Ball
- Aaron Neville in Sandy Wexler

### Film d' animazione
- Lumière in La bella e la bestia
- M. Swackhammer in Space Jam
- Reverend in Tom Sawyer
- Niju in Balto - Il mistero del lupo
- Presidente Schwarzenegger in I Simpson - Il film
- Yang in Trilli e la nave pirata

### Serie televisione d' animazione
- Mr. T in Johnny Bravo
- King K. Rool in Donkey Kong Country
- William Erwin Krantz in Chris Colorado
- Lou Rawls in La famiglia Proud
- Batou in Ghost in the Shell: Stand Alone Complex
- Professor Cooper in Bubble Guppies - Un tuffo nel blu e impari di più
- Hector in Tutti pazzi per Re Julien

### Videogiochi
- Sindaco di Halloween Town in Kingdom Hearts
- Sam Fisher in Tom Clancy's Splinter Cell, Tom Clancy's Splinter Cell: Pandora Tomorrow, Tom Clancy's Splinter Cell: Chaos Theory, Tom Clancy's Splinter Cell: Essentials, Tom Clancy's Splinter Cell: Double Agent, Tom Clancy's Splinter Cell: Conviction, Tom Clancy's Ghost Recon Wildlands Tom Clancy's Ghost Recon Breakpoint
- XIII in XIII
- Gunderson in Tomb Raider: The Angel of Darkness
- Jake in Dog's Life
- Terminator in Terminator 3 - Le macchine ribelli, Mortal Kombat 11
- Carlos in Kane & Lynch: Dead Men
- Conan il barbaro in Age of Conan: Hyborian Adventures
- Duke Nukem in Duke Nukem Forever
- Hal-Fred Glitchbot in Overwatch
- Sam l' americano in Metro Exodus

## Doppiatori italiani
Nelle versioni in italiano delle opere in cui ha recitato, Daniel Beretta è stato doppiato da:
- Massimo Turci in Revolver